# Vysílač Popovický vrch

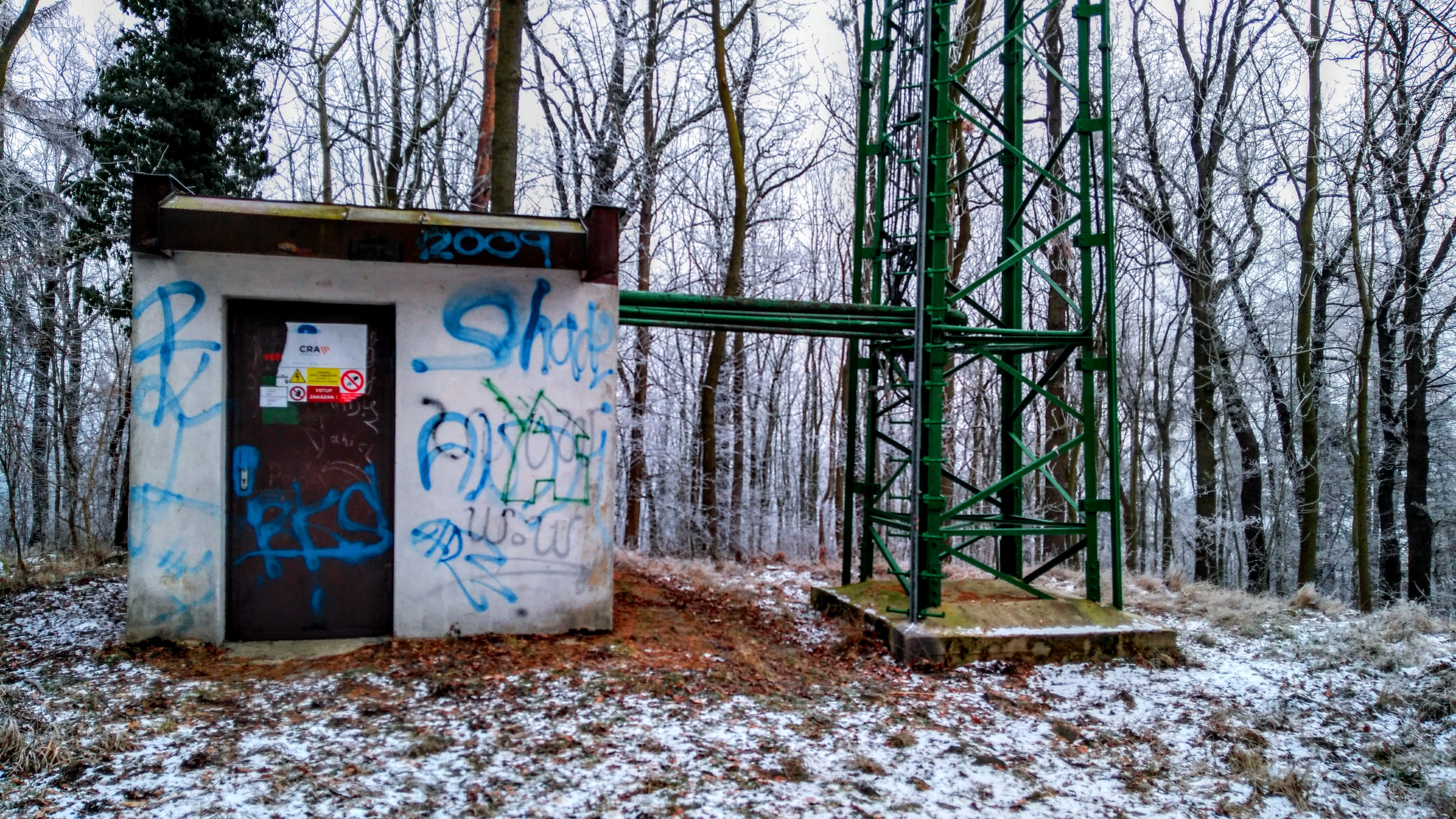
Základna se servisní budovou

Televizní dokrývač Popovický vrch se nachází na stejnojmenném vrchu v nadmořské výšce 355 m n. m. Televizním a rozhlasovým vysíláním pokrývá především jihozápadní část Děčína.

## Vysílané stanice

### Televize
Přehled televizních multiplexů vysílaných z Popovického vrchu:
|        | Multiplex    | Kanál | Kmitočet | Výkon (ERP) | Polarizace   |
| ------ | ------------ | ----- | -------- | ----------- | ------------ |
| DVB-T2 | Multiplex 21 | 33    | 570 MHz  | 0,019 kW    | horizontální |
| DVB-T2 | Multiplex 22 | 25    | 506 MHz  | 0,019 kW    | horizontální |
| DVB-T2 | Multiplex 23 | 31    | 554 MHz  | 0,019 kW    | horizontální |

### Rozhlas
Přehled rozhlasových stanic vysílaných z Popovického vrchu:
|    | Stanice    | Kmitočet  | Výkon (ERP) | Polarizace |
| -- | ---------- | --------- | ----------- | ---------- |
| FM | ČRo Plus   | 100,8 MHz | 0,1 kW      | vertikální |
| FM | ČRo Dvojka | 105,4 MHz | 0,1 kW      | vertikální |

## Ukončené vysílání

### Analogová televize
Vypínání analogového vysílání probíhalo 30. září 2010.
| Vypnuto   | Stanice | Kanál | Kmitočet   | Výkon (ERP) | Polarizace   |
| --------- | ------- | ----- | ---------- | ----------- | ------------ |
| září 2010 | ČT1     | 22    | 479,25 MHz | 0,01 kW     | horizontální |
| září 2010 | ČT2     | 42    | 639,25 MHz | 0,01 kW     | horizontální |

### Digitální vysílání DVB-T
Vypínání probíhalo od 30. ledna 2020 do 21. července 2020.
| Vypnuto       | Multiplex   | Kanál | Kmitočet | Výkon (ERP) | Polarizace   |
| ------------- | ----------- | ----- | -------- | ----------- | ------------ |
| leden 2020    | Multiplex 1 | 33    | 570 MHz  | 0,019 kW    | horizontální |
| červenec 2020 | Multiplex 2 | 58    | 770 MHz  | 0,019 kW    | horizontální |